# Özdemiroğlu Osman Pacha
Özdemiroğlu Osman Pacha Kafkas Fatihi (« le Conquérant du Caucase »), né en 1526 au Caire et mort le 29 octobre 1585 à Shanb Ghazan (en), est un militaire et homme d'État ottoman, grand vizir du sultan Mourad III entre 1584 et 1585.

## Origine
Après la conquête du sultanat mamelouk par l'Empire ottoman en 1517, les membres de l'ancienne élite mamelouk composée de Turcs et de Circassiens qui avaient accepté la domination ottomane sont intégrés dans le bureaucratie et dans l'armée ottomane. Özdemir Pacha, le père d'Osman fut l'un d'eux. Après les expéditions navales ottomanes dans l'océan Indien, il est nommé beylerbey c'est-à-dire gouverneur général de l'eyalet d'Habesh correspondant à la moderne Éthiopie mais qui pratiquement ne recouvrait que la zone côtière de l'Érythrée et du Soudan. Osman nait au Caire en 1526, dans l'Égypte ottomane désormais province de l'empire.

## Premières années
Osman, nommé par la Sublime porte, occupe d'abord diverses fonctions en Égypte ottomane. Après la mort de son père en 1561, Osman assure le gouvernement de eyalet d'Habesh pendant sept années. En 1569, il est nommé gouverneur de la province du Yemen et en 1573, gouverneur de Diyarbakır en Anatolie,.

## Combats
Alors qu'il réside à Diyarbakır, on lui ordonne de rejoindre l'armée engagée dans la guerre ottomano–persane de 1578–1590. Ses troupes combattent vaillamment et contribuent à la victoire lors de la bataille de Çıldır (en). Après le combat, il est chargé d'organiser les territoires conquis dans le Caucase. Pendant qu'il établit une administration ottomane effective dans la région, il doit aussi combattre les Séfévides qui tentent de reprendre le terrain perdu. En 1583, il combat de nouveaux l'armée persane à Baştepe dans le nord Caucase dans l'actuel Daghestan dans un combat de trois jours connu comme la bataille des Torches (en), car elle se poursuivit dans la nuit. Il bat encore l'armée persane et assoit la présence ottomane dans le Caucase.
La mission suivante que l'on lui confie en 1584 est de détrôner le khan de Crimée Mehmed II Giray, un vassal indocile, et de le remplacer par un nouveau khan Islam II Giray, ce qu'il réalise avec succès. Il est alors rappelé de Crimée et rentre par la mer à Constantinople, la capitale, où il est réclamé par le sultan Mourad III.

## Dernières années
Le 28 juillet 1584, il est promu grand vizir de l'Empire, tout en conservant le titre de Commandant en chef de l'armée (en turc : Serdar). L'année suivante, il est de nouveau sur le front des combats. Il conquiert Tabriz, capitale de la province d'Azerbaïdjan oriental dans l'ouest de l'Iran. Toutefois quelques semaines plus tard le 29 octobre 1585, il meurt après une courte maladie. Il est inhumé à Diyarbekir dans le tombeau qu'il avait érigé lorsqu'il en était le gouverneur.

## Source de la traduction
- (en) Cet article est partiellement ou en totalité issu de l’article de Wikipédia en anglais intitulé « Özdemiroğlu Osman Pasha » (voir la liste des auteurs).